# 上伊贝格
上伊贝格（德語：Oberiberg）是瑞士联邦施维茨州施维茨区的市镇。该市镇面积为32.9平方千米，海拔高度1,130米，2018年12月31日人口数为902。